# La furia dell'assassino
La furia dell'assassino (The Golden Fool) è un romanzo fantasy del 2002 scritto dalla statunitense Megan Lindholm con lo pseudonimo di Robin Hobb; è il secondo capitolo della trilogia dedicata all'Uomo ambrato.
Come suggerisce l'originale titolo inglese The Golden Fool, le vicende raccontate in questo libro coinvolgono, anche se come personaggio secondario, il Matto, misconosciuto Profeta Bianco, che nel periodo della storia qui raccontata si fa chiamare Messer Dorato riferendosi ai suoi connotati fisici che lo rendono simile ad un esotico nobile della città di Jamaillia, famoso per la sua chioma bionda e la sua carnagione dorata.
Gli avvenimenti descritti in questo libro coprono un periodo di circa sei mesi che riprendono senza soluzione di continuità il ritorno di FitzChevalier Lungavista dalla missione di salvataggio del principe Devoto, avvenuta nel libro Il risveglio dell'assassino.
Le vicende seguenti sono narrate nel libro Il destino dell'assassino.

## Trama
Fatto ritorno a CastelCervo, FitzChevalier Lungavista continua ad assumere l'identità di Tom lo Striato, servo e guardia del corpo di Messer Dorato. L'autunno è ormai inoltrato e Tom deve decidere se restare alla corte del Castello o quanto prima fare ritorno alla sua casa nei boschi: cerca in tal senso di dare un futuro al figlio adottivo Ticcio, pagando il suo apprendistato presso Gindast, un famoso ebanista del Borgo di CastelCervo; inoltre, si lascia coinvolgere in una storia sentimentale con una fattucchiera del borgo di nome Jinna.
Suo malgrado la situazione si complica quando una notte viene avvicinato da sconosciuti esponenti dei Pezzati, che lo hanno rintracciato presso il castello, ancora assetati di vendetta per la sconfitta subita a causa del salvataggio del principe Devoto.
Sullo sfondo di queste vicende la politica di corte affronta la visita della delegazione delle Isole Esterne che propone la propria narcheska in fidanzamento al principe Devoto per sancire l'alleanza fra la Hetgurd, un'associazione informale di importanti guerrieri e capi tribali delle Isole Esterne, ed i Sei Ducati del Cervo.
Tale visita si protrae fino all'inverno inoltrato e richiama al castello tutte le famiglie più in vista dei Sei Ducati che cercano di cogliere l'occasione per sancire strategici accordi commerciali con gli isolani.
Fitz, pressato dagli eventi sempre più caotici e dall'insistenza di Umbra e della Regina, decide di rimanere a corte in incognito assumendo il ruolo di Maestro d'Arte del principe Devoto alla condizione che sua figlia Urtica, che vive ignara di tutto nelle campagne del Cervo con la sua famiglia, non venga mai portata a corte nonostante in lei scorra il potere magico dell'Arte.
Durante la permanenza della delegazione degli isolani, Fitz tenta, aiutandosi con antiche pergamene, di istruire al meglio Devoto sull'Arte.
Lo stesso Umbra si scopre finalmente sensibile all'arcana magia, come tutti i discendenti dei Lungavista; inoltre scoprono lo scorrere dell'Arte in un ragazzo dalla mente semplice, servitore allo stesso maestro d'assassinio: il ritardato Ciocco. Quest'ultimo oltre a rivelarsi potente quanto selvaggio nell'utilizzo dell'Arte, si dichiara inconsapevolmente una spia usata dai Pezzati.
Durante il lungo soggiorno per il fidanzamento, Fitz viene a conoscenza di un pericoloso segreto: la narcheska e la sua famiglia sono in qualche modo tenuti in potere dalla Donna Pallida, la profetessa bianca antagonista del Matto. Alla fine della sua permanenza, durata mesi, la narcheska strappa al principe Devoto la promessa dell'uccisione di un leggendario drago nero, Ardighiaccio, seppellito nei ghiacciai delle Isole Esterne, come pegno del suo amore.
Il principe accetta la richiesta, fra lo stupore generale. Tale richiesta allarma alcuni rappresentanti di Borgomago giunti in quei giorni presso la corte del Cervo per sancire un'alleanza fra la città dei mercanti ed i Sei Ducati: la notizia di un altro drago vivente, seppur in letargo, in aggiunta al drago Tintaglia, riaccende le speranze dei mercanti di dare nuovamente vita alla stirpe delle mitiche creature.
La delegazione di Borgomago complica irrimediabilmente la vita di Messer Dorato: presso la città dei mercanti egli aveva assunto l'identità di Ambra, una donna forestiera scultrice del legno, e questa rivelazione inattesa deteriora irrimediabilmente i rapporti fra Fitz ed il Matto.
A poche settimane dalla primavera, con gli isolani ormai partiti per le loro terre, la politica interna e la spinosa questione dei Pezzati irrompe prepotentemente nella corte: la Regina accetta di ospitare una delegazione di Spirituali presso il Castello come segno distensivo in contrasto alla persecuzione ai limiti della legge che viene perpetuata verso queste persone. Ma quando Fitz si ritrova dinanzi ai capi dei Pezzati, presso il Borgo di CastelCervo, alle prese con le fila di un nuovo tradimento, non vi è altra scelta che il delitto per porre un perentorio termine a questo infame intrigo: i capi Pezzati periscono e Fitz viene ferito mortalmente. Solo grazie all'intervento contemporaneo del Matto, di Umbra, di Ciocco e del principe Devoto, che contemporaneamente ed in modo impetuoso utilizzano l'Arte, il corpo di Fitz viene salvato sull'orlo della morte. Questo evento segna la creazione della Confraternita d'Arte del principe Devoto.
Diversi giorni dopo la guarigione di Fitz, che ancora una volta è stato ad un passo dalla morte, gli Spirituali accettano di inviare una delegazione presso la corte: dopo giorni di trattative e la ricomposizione di posizioni vendicative gli spirituali arrivano ad un accordo con la Regina. Alcuni di essi decidono ulteriormente di restare al servizio del principe.
Giunta la primavera, iniziano i preparativi per l'ardua missione del principe Devoto: ottenere la testa del nero drago Ardighiaccio, seppellito fra i ghiacciai dell'isola Aslevjal, nel profondo nord.